# Ifodje Football Club
Ifodje  FC Atakpamé est un club togolais de football basé à Atakpamé fondé en 1978. Il évolue en deuxième division togolaise. Les matchs à domicile se jouent sur le terrain Stade municipal d'Atakpamé, un stade dédié à l'équipe.

## Historique
En 1990, l'équipe remporte le Championnat national togolais ,. Florence Yawa Kouigan maire de la ville d'Atakpamé est la présidente du club depuis 2021.

## Stade
Son stade à domicile est Stade municipal d'Atakpame.

## Palmarès
- Championnat National Togolais : (1)
  - Champion : 1990

## Performance dans les compétitions de la CAF
- Coupe d'Afrique des clubs champions : 1 participation

- Coupe d'Afrique des clubs champions 1991 - Premier tour